# 埃斯珀吕什
埃斯珀吕什（法語：Espeluche，法語發音：[ɛspəlyʃ]）是法国德龙省的一个市镇，位于该省西南部，蒙特利马尔市区以东，属于尼永斯区。

## 地理
埃斯珀吕什（44°30'58"N, 4°49'24"E）面积11.33 平方千米，位于法国奥弗涅-罗讷-阿尔卑斯大区德龙省，该省份为法国东南部内陆省份，北起顺时针与伊泽尔省、上阿尔卑斯省、上普罗旺斯阿尔卑斯省、沃克吕兹省和阿尔代什省接壤。
与埃斯珀吕什接壤的市镇（或旧市镇、城区）包括：雅布龙河畔蒙布谢、阿朗、蒙特利馬爾、蒙茹瓦耶、皮日龙、瓦尔丹地区罗谢福尔。

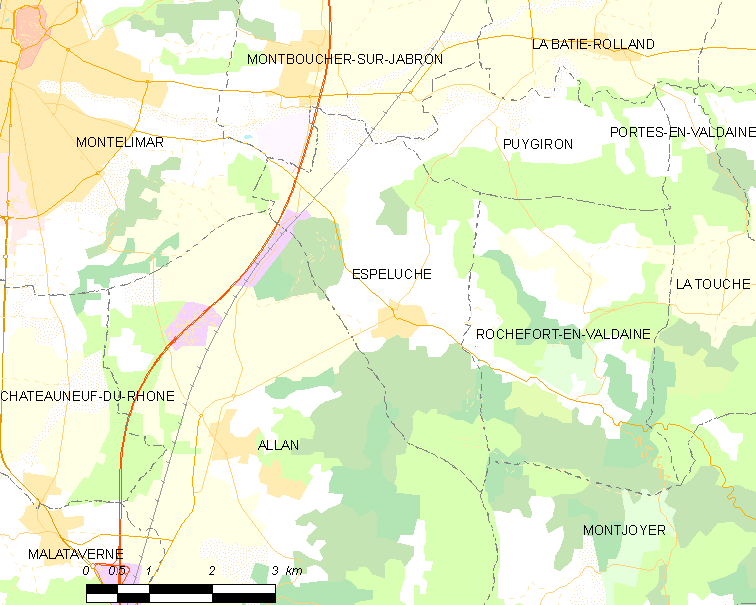
埃斯珀吕什的OSM定位图

埃斯珀吕什的时区为UTC+01:00、UTC+02:00（夏令时）。

## 行政
埃斯珀吕什的邮政编码为26780，INSEE市镇编码为26121。

## 政治
埃斯珀吕什所属的省级选区为蒙特利马尔第二县。

## 人口

1962-2008年间埃斯珀吕什人口变化图示

埃斯珀吕什于2022年1月1日时的人口数量为1137人。